# 石屋山泉石刻
石屋山泉石刻，位于山东省枣庄市峄城区榴园镇，是中华人民共和国山东省文物保护单位之一。
2006年12月7日，授予山东省文物保护单位，是一座石窟寺及石刻。